# Oberonia carnosa
Oberonia carnosa là một loài thực vật có hoa trong họ Lan. Loài này được Lavarack mô tả khoa học đầu tiên năm 1977.